# Ахалцихская епархия
Ахалцихская епархия Эчмиадзинского патриархата Армянской Апостольской церкви (арм. Հայ Առաքելական եկեղեցու Կիլիկիայի պատրիարքության Ախալցխայի թեմ) — упразднённая епископская епархия Армянской Апостольской церкви бывшая в составе Эчмиадзинского патриархата с центром в городе Ахалцха (Ахалцихе).
Территория упразднённой Ахалцийской епархии сегодня входит в состав Грузинской епархии Армянской Апостольской церкви на территории Республики Грузия.

## История
В юрисдикцию Ахалцихскойепархии входили территории Ахалцихского и Ахалкалакского уездов Российской империи. По данным на 1911 год количество верующих Армянской Апостольской церкви — 90.000, общин — 71, а также верующих Армянской Католической церкви — 10.000. 
Епархия имела 67 церквей.